# Elisabetta da Comyn
Elisabetta da Comyn (1º novembre 1299 – 20 novembre 1372) è stata una nobile inglese vissuta nel Medioevo, conosciuta per essere stata rapita da Ugo Despenser il Giovane, verso la fine del regno di Edoardo II d'Inghilterra.

## Scenario
Figlia di John Comyn, III Signore di Badenoch, conosciuto anche come Comyn il rosso, nobile potente, legato alla corona scozzese, e di Joan da Valencia, figlia del cavaliere William de Valence, I conte di Pembroke. Elisabetta era la più giovane dei tre figli del Signore di Badenoch, con la sorella maggiore Joan de Comyn, e il fratello John de Comyn. Il padre venne ucciso nell'anno 1306 per ordine di Roberto I di Scozia, così Elisabetta, con i suoi fratelli, si rifugiarono in Inghilterra. Joan si sposò con David II Strathbogie, conte di Atholl, mentre suo fratello John mori' nel 1314 nel corso della Battaglia di Bannockburn.

## Eredità e rapimento
Nel 1324, dopo la morte dello zio paterno di Elisabetta e dei suoi figli, Aymer de Valence, II conte di Pembroke, le terre di Aymer vennero ereditate dalle sorelle. Elisabetta da Valencia morì nel 1305, lasciando le sue terre al figlio, John Hastings, mentre la madre di Elisabetta lasciò le terre alle sue figlie. Joan eredito' il castello di Mitford, il castello di Ponteland,  le terre a Little Eland ed il palazzo di Foston. Elisabetta invece eredito' la potente fortezza chiamata Goodrich Castle ed il palazzo di Painswick.
Attorno al 1320 l'Inghilterra era dominata dal marchese, Hugh le Despenser, I conte di Winchester e da suo figlio Ugo Despenser il giovane, i favoriti del Re Edoardo II d'Inghilterra. A causa di una "vendetta distruttiva" ai danni dei loro avversari, specialmente nelle marche, i Despensers saccheggiarono illegalmente molte proprietà: in particolar modo presero di mira persone vulnerabili come vedove o spose, i cui mariti erano nemici del re.
John Hastings era sottomesso ai Despensers, per cui si assicurarono che ereditasse gran parte delle terre di Pembroke. Gli promisero inoltre che sarebbero stati in grado di farlo convolare a nozze con una donna della loro famiglia, acquistando in tal modo il controllo delle loro terre. Invece, per impadronirsi dei beni di Elisabetta, furono messe in atto azioni più violente. Dopo che Elisabetta eredito' le sue terre, Ugo Despenser il giovane la rapì a Londra e la porto' nell'Herefordshire,  imprigionandola nel suo castello a Goodrich. Minacciata di morte, Elisabetta, nell'aprile del 1325, fu obbligata a cedere le sue terre ed il suo castello ai Despenser; fu anche obbligata a consegnare £10,000 a John de Bousser, un giudice regio corrotto.
Una volta liberata, Elisabetta si sposò con il cavaliere inglese Richard Talbot, secondo barone di Bolton. La regina Isabella di Francia sbarco' in Inghilterra nel 1326 detronizzando, sia i Despensers che il marito Edoardo II d'Inghilterra. In seguito a ciò Richard si impadronì del castello di Goodrich e Talbot, così Elisabetta, un anno dopo, rientrò in possesso del suo castello. I Despensers furono giustiziati per ordine di Elisabetta.

## Ultimi anni
Negli anni successivi, Elisabetta e Richard prosperarono, e nel 1332 ed ebbero un figlio, Gilbert. Dopo la morte di Richard nel 1356, Elisabetta si sposò con Sir John Bromwich e morì nel 1372.